# Camera dei deputati (Repubblica Dominicana)
La Camera dei deputati della Repubblica Dominicana (in spagnolo Cámara de Diputados de República Dominicana) è la camera bassa del Congresso della Repubblica Dominicana che, insieme al Senato, compone il Congresso della Repubblica Dominicana. 
La Camera dei deputati ha il suo precedente diretto nella Costituzione dominicana del 1844, la quale istituì una legislatura bicamerale chiamando la camera bassa del primo Congresso “Tribunato”.
La composizione e i poteri della Camera sono stabiliti dalla Costituzione della Repubblica Dominicana. La Camera è composta da deputati che sono divisi, per un totale di 190 membri, in 178 provinciali (uno ogni 50.000 abitanti, non potendo una provincia avere meno di 2 rappresentanti), 5 eletti a livello nazionale e 7 eletti all'estero.
La Camera è responsabile dell'approvazione della legislazione nazionale, che, dopo l'approvazione del Senato, viene inviata al Presidente della Repubblica Dominicana per l’esame e l’eventuale promulgazione o veto. Oltre a questo potere di base, la Camera ha alcuni poteri esclusivi, incluso il potere di avviare tutte le leggi relative al bilancio, la possibilità di avviare un'accusa contro funzionari eletti dal voto popolare, il Senato o il Consiglio nazionale della Magistratura.